# Delio
Delio ist ein männlicher Vorname.

## Herkunft und Bedeutung des Namens
Der Ursprung des Namens ist griechisch und bedeutet „der auf der Insel Delos Geborene“. Die weibliche Form ist Delia, der Beiname der Göttin Artemis, die auf der Insel Delos geboren wurde.

## Bekannte Namensträger
- Delio Lucarelli (1939–2024), italienischer Geistlicher und Bischof
- Delio Malär (* 1992), deutscher Schauspieler, Musiker und Autor
- Delio Onnis (* 1948), argentinischer Fußballspieler
- Delio Rodríguez (1916–1994), spanischer Radrennfahrer
- Delio Rossi (* 1960), italienischer Fußballtrainer
- Delio Toledo (* 1976), paraguayischer Fußballspieler